# 瓦尔河
瓦尔河（法語：Var，法語發音：[vaʁ] ⓘ）是法國的河流，位於該國東南部，河道全長114.3公里，流域面積2819平方公里，發源自濱海阿爾卑斯山脈，最終在尼斯和圣洛朗迪瓦尔之間注入地中海。

## 外部連結
- http://www.geoportail.fr （页面存档备份，存于）
- Sandre数据库中的瓦尔河